# البوریکه
ال بورایکه یک منطقهٔ مسکونی در عربستان سعودی است که در استان مکه واقع شده‌است.